# فيليب الأول، كونت فلاندرز
فيليب من الألزاس (1143 - 1 أغسطس 1191)، كونت فلاندرز منذ 1168 حتى وفاته.